# Eueana eucrines
Eueana eucrines là một loài bướm đêm trong họ Geometridae.